# Миливоје Лазић
Миливоје Лазић (Бијељина, 19. септембар 1992) босанскохерцеговачки је професионални фудбалер српског порекла. Тренутно наступа за фудбалски клуб Младост Добој Какањ. Висок је 178 центиметра и игра на позицији левог везног и левог крила.
Наступао је за клубове: ФК Рудар Угљевик, ФК Радник Бијељина и ФК Жељезничар Сарајево.

## Каријера

### Клупска
Каријеру је започео у ФК Рудару из Угљевика. 2013. године прелази у ФК Радник из Бијељине. Са Радником осваја куп Босне и Херцеговине у сезони 2015/16. 2016. године потписује за ФК Жељезничар из Сарајева. На Грбавици је одиграо једну сезону, да би потом прешао у ФК Младост Добој из Какња где тренутно наступа.

## Трофеји
ФК Радник Бијељина
- Куп Босне и Херцеговине
  - Прваци (1): 2015/16.